# JWH-424
JWH-424是萘甲酰基吲哚家族的一种药物，可作为CB1和CB2受体的大麻素激动剂，但对CB2具有中等选择性，CB2的Ki值为5.44 nM，而CB1的Ki值为20.9 nM。较重的8-碘类似物对CB2的选择性更高，其2-甲基衍生物对CB2的选择性是其40倍。然而，该系列中的1-丙基同系物对两种受体的亲和力均低得多，反映出对8-取代萘甲酰基吲哚总体上亲和力普遍降低。
在美国，所有3-(1-萘甲酰基)吲哚类CB1受体激动剂（例如JWH-424）均属于附表I管制物质。